# 近卫大区
近卫大区（拉丁語：praefectura praetorio）是古典时代晚期罗马帝国的最大的一级行政区划，它包含二级行政区管区和三级行政区行省。近卫大区起源于君士坦丁一世（统治时间：306-337）统治时期，在4世纪下半叶最终成型，一直延续到7世纪希拉克略改革削弱了大区的权利，穆斯林入侵迫使东罗马帝国采用新的军区制。然而据记载，大区的部分行政机构在拜占庭帝国保留到了9世纪上半叶。

## 历史

四帝共治下的罗马帝国地图，显示了管区和四帝控制区域。

近卫总长（拉丁語：praefectus praetorio）这一职位起源于有着悠久的历史，可以追溯到罗马帝国初期：起初，近卫总长一职是由两位禁卫军指挥官所有。但他们逐渐成为皇帝的首席助理，并积累了相当大的行政和司法职权。近卫总长从军职转变为行政区首席文职行政长官的具体过程仍不明确。一个常见的错误认知是来源于6世纪历史学家佐西姆斯，他认为君士坦丁一世早在318或324年击败李锡尼后就设立了近卫大区作为行政区划。
四帝共治时期，当皇帝职位成倍增长（两位正帝奥古斯都，副帝凯撒）时，有证据显示，两位奥古斯很有可能各自委任一位总长。此时近卫总长的权利已经相当庞大。用阿诺德·休·马丁·琼斯的话说：“近卫总长类似大维齐尔，是皇帝的副指挥官，它在几乎所有的政府、军事、司法、财政和一般行政领域拥有广泛的权利。同时它也是皇帝的首席助手、副官和总参谋长……”。自戴克里先305年退位后，共治皇帝之间爆发了内战。在这期间，每位皇帝都任命了自己的近卫总长。这一模式延续到李锡尼和君士坦丁一世共治帝国时期。在317年，君士坦丁一世在高卢任命自己的儿子克里斯普斯为第三位近卫总长，在326年克里斯普斯被处死后，近卫总长职位得以保留。从公元317年起，罗马帝国就有至少有三到四个大区。公元347-361、374-379和388-391年增加了第四个大区伊利里库姆。伊利里库姆大区曾经复设过的两年里只管辖达契亚管区和马其顿管区，但在395年再次设立后，辖区就被永久固定下来。
自君士坦丁一世战胜李锡尼，帝国再次统一后，近卫总长这一职务也发生了变化。因为新设立了主管军事职务的步兵统领和骑兵统领，近卫总长被解除了军事职责。而设立的行政总理作为君主官僚体系和政府系统的强力首脑也极大制衡了近卫总长的权力。这一系列的改革也是因为缺乏适合担任近卫总长这一全方位职能的官员，以及希望削弱权力过大的近卫总长对皇帝权威的潜在挑战。因此总长转变为一个纯粹的行政文职官职，尽管它依旧保留了皇帝之下帝国等级的最高位置。此时与四帝共治制的另一个重要区别是，拥有近卫总长这一职位的官员增加：可以确认在332年左右至少有五位近卫总长。这一趋势的发展很有可能与君士坦丁一世授予他四个儿子特定的管理行政区有关，他设想在他去世后，帝国权利划分给他们。可以看到这可能就是近卫大区作为行政区的起源。

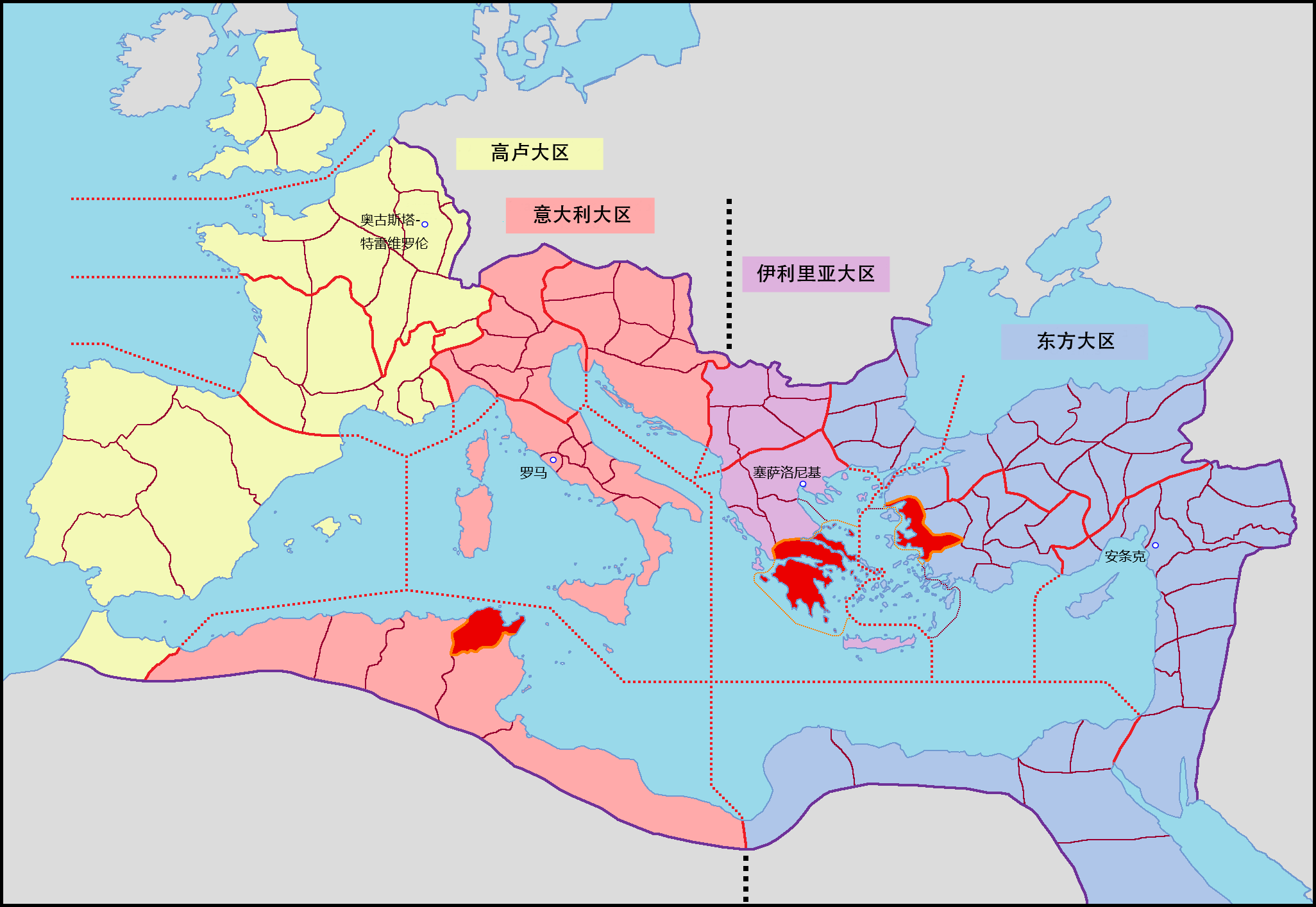
罗马帝国的四个区，约公元400年出现在百官志中

337年君士坦丁一世去世后，他在世的三个儿子分治了帝国。每位新任的皇帝（奥古斯都）都拥有自己的近卫总长，这也是首次近卫大区开始逐渐转变为永久的行政区划：西部的高卢大区（下辖高卢管区、维埃纳管区、西班牙管区和不列颠管区），中部的意大利-伊利里库姆-阿非利加大区（通常称为意大利大区，下辖意大利管区、阿非利加管区、潘诺尼亚管区、达契亚管区和马其顿管区），东部的东方大区（下辖色雷斯管区、亚细亚管区、本都管区和东方管区）。在370或381年，埃及从东方管区分离，设置埃及管区。在347-361年分割出伊利里库姆大区（下辖潘诺尼亚管区、达契亚管区和马其顿管区），尽管不时废除和重设，但是在5世纪初期的百官志中还是记录得相当完整。唯一重大变化是潘诺尼亚管区（后改名伊利里库姆管区）从伊利里库姆大区中分离出来在379年并入意大利大区。意大利管区实际上被分为两部分：北意大利（补给意大利管区）和包含西西里、科西嘉和萨丁的直辖意大利（直辖意大利管区）。因为高卢管区和达契亚管区是高卢大区和伊利里库姆大区的驻地，所以未任命管区主事。当意大利大区总长在米兰时会派遣一个管区主事前往锡米乌姆管理伊利里库姆地区：当大区总长移驻锡米乌姆时，伊利里库姆的主事则会取消，转而任命一个主事代替总长驻扎米兰。
在5世纪，帝国西部被日耳曼部落入侵占领。然而意大利大区被新的东哥特王国保留，在法理上东哥特王国仍是帝国的一部分，东哥特国王狄奥多里克大帝甚至在6世纪10年代征服的一小部分高卢土地上重建了高卢大区。之后在533-534年汪达尔战争后，东帝国光复了北非，这些新的省份被查士丁尼一世划归到新的阿非利加大区，后来又改组为阿非利加总督区。哥特战争后意大利大区也被重新设立，之后也发展成了总督区。在东部，大区持续运作到7世纪中叶，在东部被穆斯林和在巴尔干被斯拉夫部落占领大量省份后促使军区制创立。与此同时，在希拉克略改革下，大区总长下属的财政机构被分割出来，建立了由书记官管辖的独立部门。东部帝国最后一次证明大区总长留存的是来自629年的法律。然而根据部分学者的说法，到9世纪初期仍有一些大区机构留存的痕迹：恩斯特·斯坦因塞萨洛尼基的行政管理体系上得以留存，约翰·霍尔顿基于利奥六世所著的《战术》一书的印章学证据和参考文献，记录了在军区制度下，早期省份的文职行政工作。直到9世纪40年代，君士坦丁堡的总长可能还具有监管的职权。

## 总长的职责和权利

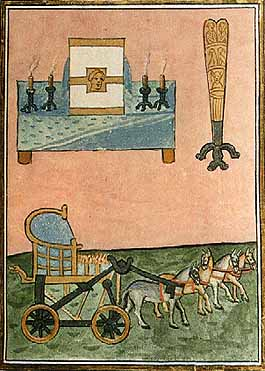
《百官志》中伊利里库姆大区总长的印章：象牙墨水瓶和笔筒（外壳），铺着蓝布的桌子上摆有任命书，总长的马车

近卫总长（拉丁語：praefectus praetorio）最初都是从罗马骑士阶级产生。君士坦丁一世改革将这一职务留给元老院元老阶级，并将其威望和权利提升到最高水平，因此同时代的作家称之为“最高官职”。在帝国分治时期，近卫总长中级别较高的是东方区长和意大利区长，当皇帝久居深宫时，他们能有效地充当行政首脑。而伊利里库姆和高卢近卫总长一般只处理较低职务。
总长们在自己的大区里对行政机构绝大多数方面拥有广泛的控制力，只有行政总理能与之制衡。从塞普蒂米乌斯·塞维鲁时代开始，总长就履行最高行政和司法职务，并担任首席财政长官负责政府财政预算。总长的司法职权：代替皇帝做出裁决（授予总长副萨科拉vice sacra头衔），不同于低级官员，他们的裁决不能被上诉。
总长部门分为两大类：监管行政和司法事务的schola excerptorum和监管财政部门的scriniarii。

## 参阅
1. ↑  Kelly (2006), p. 185
2. ↑  Morrison (2007), p. 190
3. ↑  Jones (1964), p. 371
4. ↑  Kelly (2006), p. 186
5. ↑  Kelly (2006), pp. 187–188
6. ↑  Kazhdan (1991), p. 1267
7. ↑  Jones (1964), p. 101
8. ↑  Kelly (2006), p. 187
9. ↑  Morrison (2007), pp. 177–179
10. ↑  Kelly (2006), pp. 186–187
11. ↑  Haldon (1997), pp. 18–190
12. ↑  Haldon (1997), p. 195
13. ↑  Kazhdan (1991), pp. 987, 1710
14. ↑  Haldon (1997), pp. 195–207
15. ↑  Kelly (2004), p. 41
16. ↑  Morrison (2007), p. 177
17. ↑  Bury, p. 27
18. ↑  Kazhdan (1991), 1710